# Física aplicada

Imagen obtenida por resonancia magnética.

Física aplicada es un término genérico que indica la parte de la física que se interesa particularmente por el uso de tecnologías. "Aplicada" se distingue de "pura" mediante una sutil combinación de factores como la motivación de investigación, y la relación entre tecnología y ciencia, que influencia este trabajo. Usualmente difiere de la ingeniería en que la física aplicada no se interesa en el progreso de algo en particular, pero apunta a utilizar la física o la conducta investigadora física para el desarrollo de nuevas tecnologías o para resolver un problema de la ingeniería, este método es similar al utilizado por la matemática aplicada. En otras palabras, física aplicada se basa en las leyes fundamentales y los conceptos básicos de las ciencias físicas pero se enfoca a utilizar estos principios científicos a sistemas prácticos. Los físicos aplicados también pueden estar interesados en el uso de la física para investigaciones científicas, por ejemplo, las personas que trabajan en aceleradores de partículas buscan construir mejores aceleradores para la investigación de la física teórica.
La diferencia entre la física aplicada y la ingeniería convencional, es que la física aplicada trata de crear nuevas tecnologías a partir de dispositivos o técnicas experimentales que previamente no habían sido aplicadas a problemas prácticas. Por el contrario, la ingeniería trata de mejorar, optimizar y ampliar el desarrollo de tecnologías que ya se están usando en aplicaciones prácticas.

## Áreas de investigación

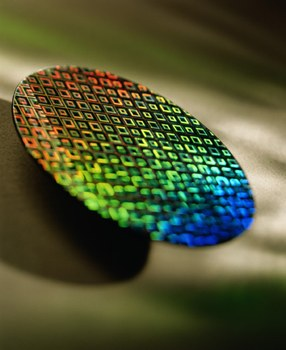
Placa de Silicio.

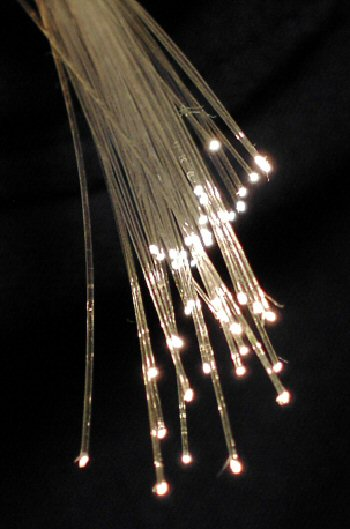
Fibra óptica utilizada en diversas aplicaciones.

| - Acústica - Agrofísica - Balística - Biofísica - Física aplicada a la economía - Física computacional - Física de las comunicaciones - Teoría de control - Biotecnología - Dinámica de fluidos - Dinámica de vehículos - Electrónica analógica - Electrónica cuántica - Electrónica digital - Energía solar fotovoltaica - Ensayo no destructivo - Espintrónica - Fibra óptica - Física de aceleradores | - Física del estado sólido - Física del suelo - Física espacial - Física médica - Geofísica - Ingeniería física - Ingeniería nuclear - Física láser - Metrología - Micro fluidos - Microscopio de fuerza atómica e imagen - Óptica - Optoelectrónica - Física del plasma - Semiconductores y dispositivos - Superconductores - Tecnología nuclear - Física Aplicada a la Educación en cuanto a contenido - Física Aplicada al estudio de la Sociología - Medio Ambiente |

## Instituciones importantes
- Departamento de Física Aplicada, California Institute of Technology
- Departamento de Física Aplicada, Stanford University
- Departamento de Física Aplicada y Matemática Aplicada, Columbia University
- Física Aplicada, Harvard (enlace roto disponible en Internet Archive; véase el historial, la primera versión y la última).
- Laboratorio de Física Aplicada, Bengal Engineering and Science University, Shibpur
- Laboratorio de Física Aplicada, Johns Hopkins University
- Departamento de Física Aplicada, University of Calcutta
- Instituto de Física Aplicada, University of Münster, Alemania
- Escuela de Ingeniería Física y Física Aplicada, Cornell University
- Departamento de Física, Física Aplicada & Astronomía, Rensselaer Polytechnic Institute
- Departamento de Física, University of South Florida Archivado el 6 de octubre de 2014 en Wayback Machine.
- Instituto para la investigación de la electrónica y la Física Aplicada, University of Maryland
- Departamento de Física Aplicada, University of Míchigan
- Departamento de Física Aplicada, University of Karachi, Pakistán
- Departamento de Física, Aplicada e Ingeniería Física, Kettering University
- Departamento de Ingeniería Física, Faculty of Industrial Technology, Institut Teknologi Bandung, Indonesia Archivado el 16 de septiembre de 2007 en Wayback Machine.
- Departamento de Física Aplicada, Hebrew University of Jerusalén, Israel
- Departamento de Física Aplicada, Electrónica e Ingeniería en Comunicaciones, University of Dhaka, Bangladesh
- Departamento de Física Aplicada, University of engineering and technology, lahore, Pakistán